# Зарепинци
Зарепинци (мкд. Зарепинци) су насеље у Северној Македонији, у источном делу државе. Зарепинци су у саставу општине Пробиштип.

## Географија
Зарепинци су смештени у источном делу Северне Македоније. Од најближег града, Пробиштипа, насеље је удаљено 10 km југозападно.
Насеље Зарепинци се налази у историјској области Злетово, на југозападном ободу Злетовске котлине. Западно од насеља издиже се планина Манговица. Надморска висина насеља је приближно 440 метара.
Месна клима је умерено континентална.

## Становништво
Зарепинци су према последњем попису из 2002. године имали 12 становника.
Претежно становништво у насељу су етнички Македонци (100%).
Већинска вероисповест месног становништва је православље.